# Gravatar
Gravatar (от англ. globally recognized avatar — глобально распознаваемый аватар) — Web 2.0 сервис компании Automattic, позволяющий интернет-пользователям хранить свой аватар на специальном сервере. Пользователь регистрируется на центральном сервере и сохраняет там свой аватар и адрес электронной почты. Когда он оставляет комментарий на сайте или блоге, поддерживающем Gravatar, и указывает свой адрес электронной почты, на стороне сайта вычисляется MD5-хеш от почтового адреса и отправляется на сервер Gravatar, в ответ возвращается аватар пользователя. Таким образом система Gravatar позволяет использовать аватары без регистрации на сайте или блоге.
Gravatar поддерживается движками Redmine, WordPress начиная с версии 2.5, W-script, сайтами Stack Overflow, Ohloh, XenForo и Battlelog. Также существуют плагины и модификации, которые позволяют интегрировать поддержку глобально распознаваемых аватар в такие системы, как MODX, Drupal, Joomla, phpBB и SMF.
Система имеет очевидные преимущества перед традиционными аватарами (Gravatar — глобально распознаваемые аватары), в частности поддержку рейтингов (R, G, PG).